# Tri Ta

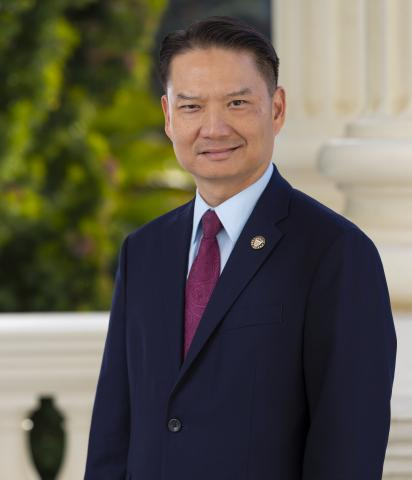
Tri Ta

Tri Ta (* 1973 in Saigon, Südvietnam) ist ein US-amerikanischer Lokalpolitiker und Bürgermeister der Stadt Westminster in Kalifornien.
Tri Ta kam als 19-Jähriger mit seiner Familie in die Vereinigten Staaten. Er studierte an der California State University, Los Angeles und erwarb einen Bachelor der Politikwissenschaften. Er arbeitete danach für einen kalifornischen Abgeordneten und war zuletzt für ein zweisprachiges Nagelpflege-Magazin tätig.
Die politische Karriere Tas begann 2006 als Stadtrat von Westminster. Nach geglückter Wiederwahl im Jahr 2010 bewarb er sich um das Amt des Bürgermeisters. Mit Unterstützung der vietnamesischen Gemeinschaft und durch seine nicht mehr angetretenen Vorgängerin Margie Rice gewann Ta die Wahl im November 2012. Er wurde damit der erste direkt gewählte Bürgermeister vietnamesischer Herkunft in den USA – vor Tri Ta war zwar bereits der gebürtige Vietnamese John Tran Bürgermeister von Rosemead aber nur als zeitweiliger Vorsitzender eines Stadtrat-Kollegiums.
Tri Ta gehört den Republikanern an, obwohl ihn deren Politik gegenüber Einwanderern verärgert.